# Навчитися любити
Навчитися кохати (англ. Learning to Love) — американська кінокомедія режисера Сідні Франкліна 1925 року.

## У ролях
- Констанс Толмадж — Патрісія Стенговп
- Антоніо Морено — Скотт Ворнер
- Емілі Фітцрой — тітка Вірджинія
- Едіт Чепман — тітка Пенелопа
- Джон Харрон — Біллі Кармайкл
- Рей Геллор — Томас Мортон
- Воллес Макдональд[en] — професор Боннар
- Альфред Дж. Ґулдінґ[en] — Джон, перукар
- Байрон Мансон — граф Ку-Ку
- Едґар Нортон[en] — дворецький
- Персі Вільямс — дворецький